# Mirador Killi Killi
Mirador Killi Killi är en utsiktsplats/park och sevärdhet i La Paz, Bolivia.
Utkiksparken ligger mitt i La Paz, med ett läge som möjliggör nästan en 360° vy över staden. Parken som ligger på en bergstopp, 3718 meter över havet (cirka 150 meter ovanför närliggande bebyggelse), är en populär turistattraktion.

## Bildgalleri

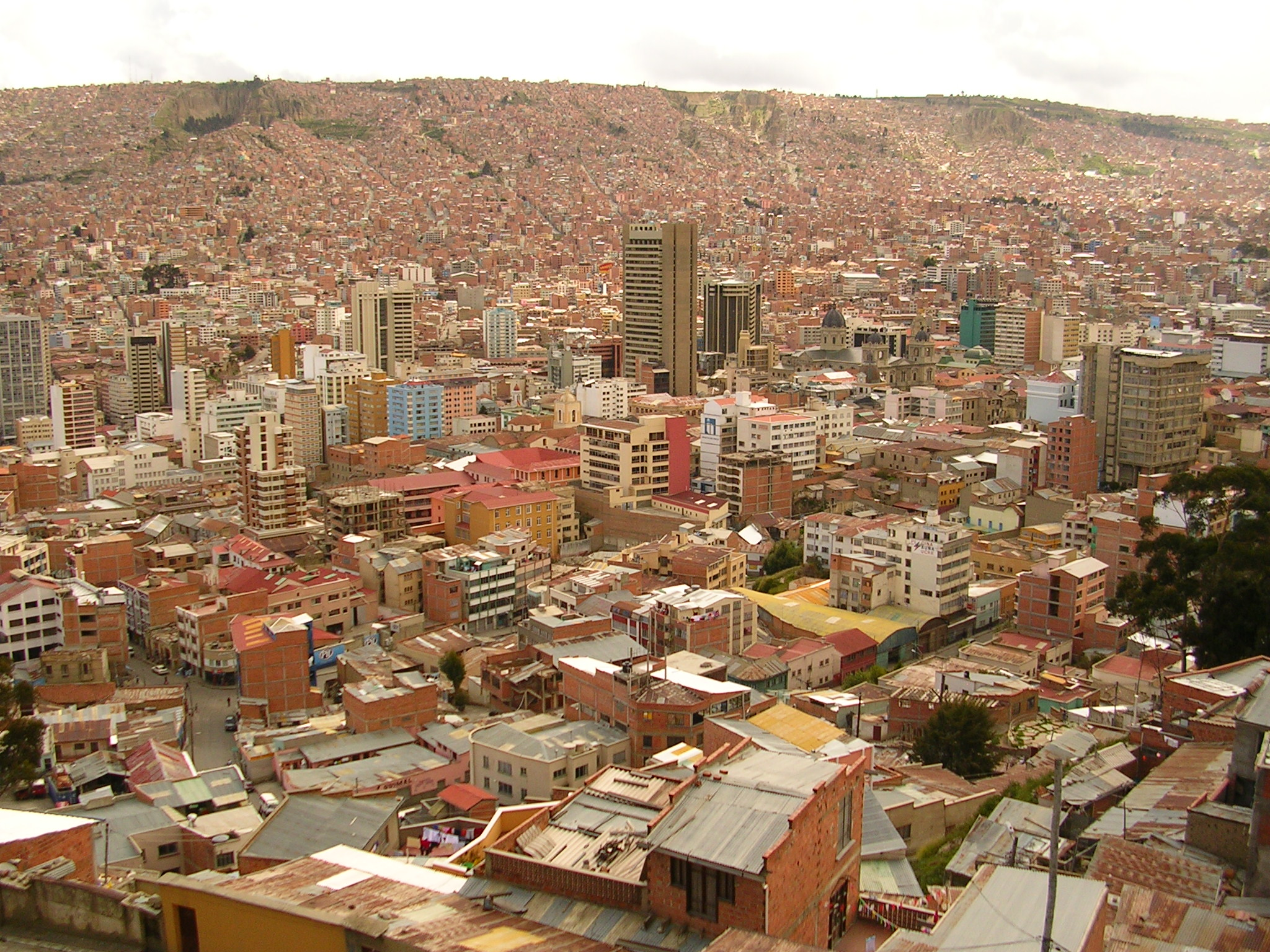
Centrala La Paz, vy dagtid från Killi Killi-utkiksparken.
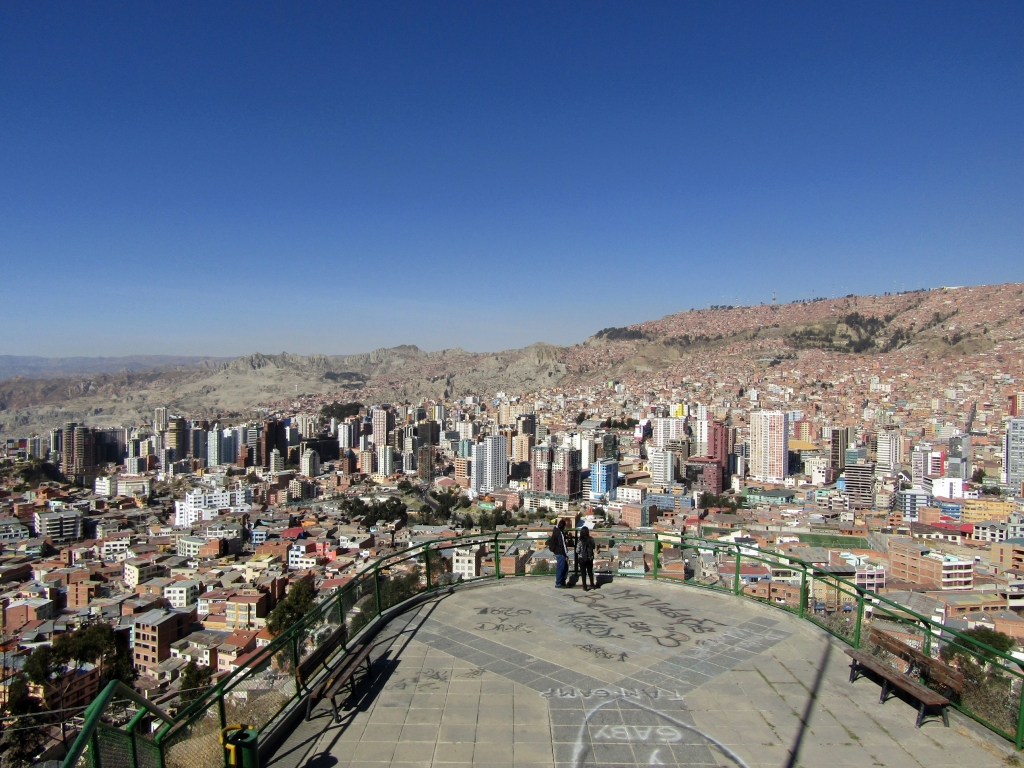
Del av utkiksparken med staden i bakgrunden.
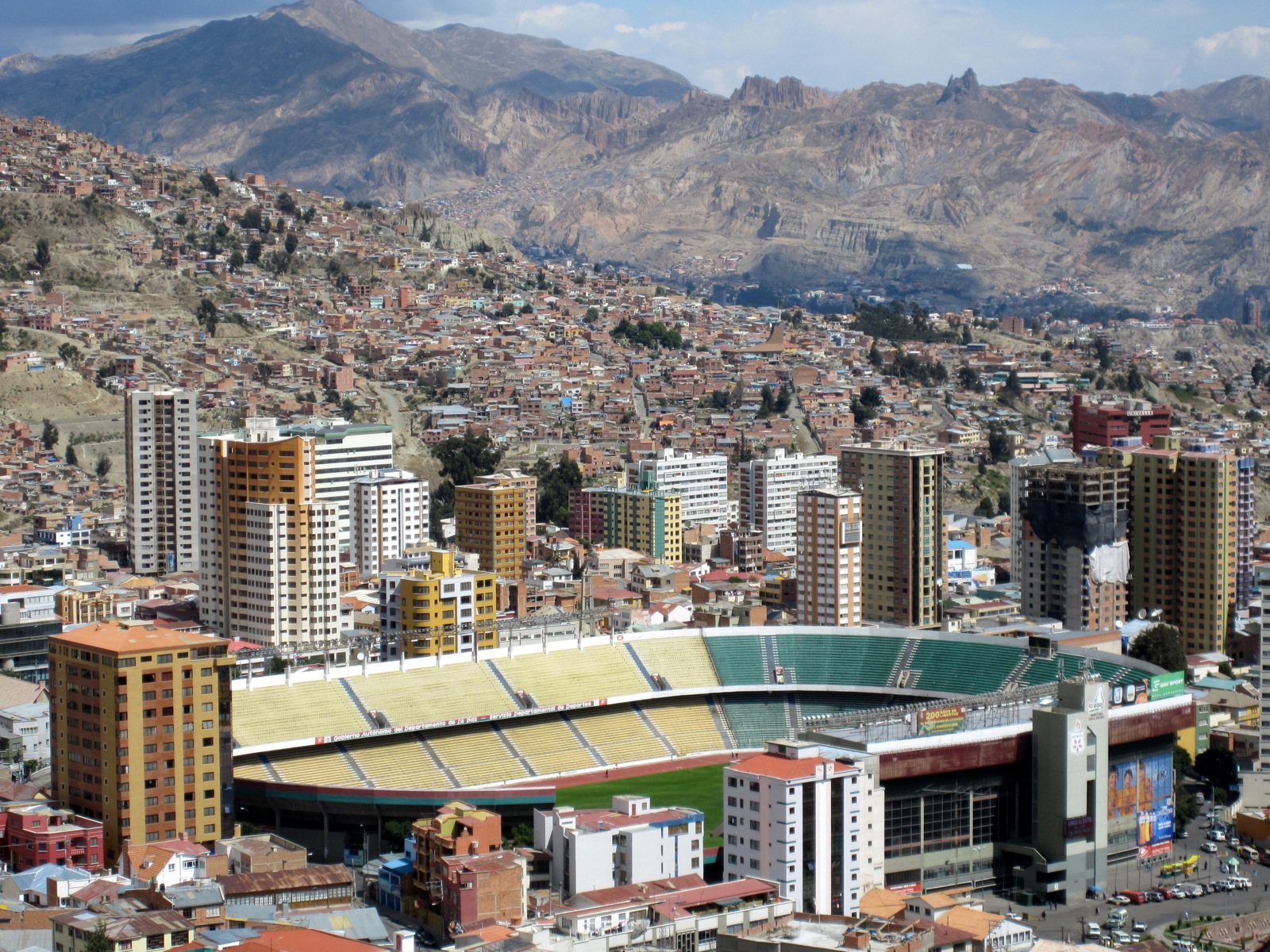
Estadio Hernando Siles från Killi Killi.
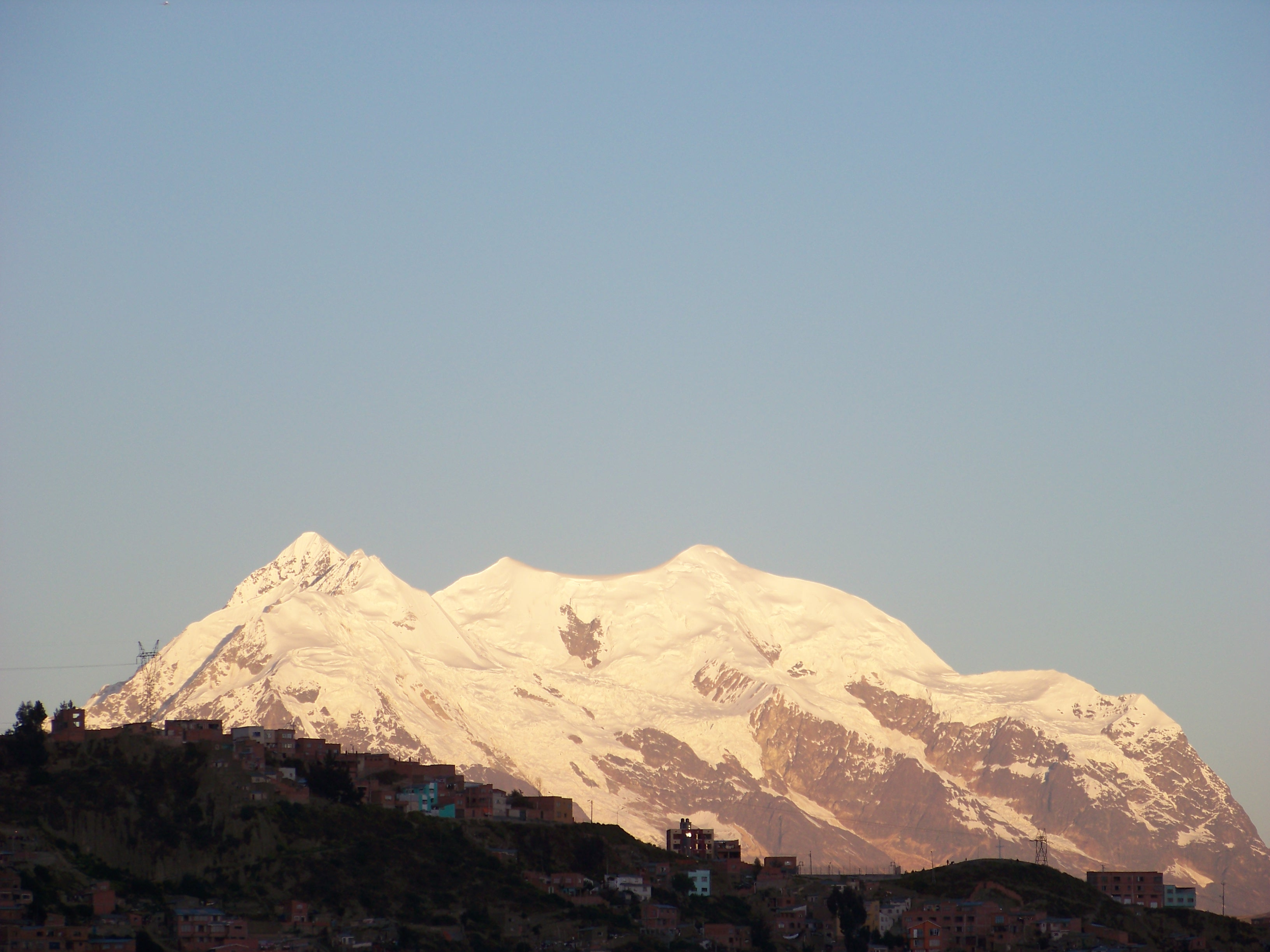
Illimani från Killi Killi.